# Sindaci di Sulmona
Di seguito l'elenco cronologico dei sindaci di Sulmona e delle altre figure apicali equivalenti che si sono succedute nel corso della storia.

## Regno di Napoli (1343-1816)
| Cicco Rainaldi | 1343              | 1343              |
| omissis |                   |                   |
| Andrea Capoccio | 1407              | 1407              |
| omissis |                   |                   |
| Antonio De Aristotile Gabriele De Matteis                                                                                               | 1443              | 1443              |
| omissis |                   |                   |
| Gabriele De Matteis | 1454              | 1454              |
| omissis |                   |                   |
| Gabriele De Matteis Nicola Antonio Rainaldi                                                                                             | 1457              | 1457              |
| omissis |                   |                   |
| Amico Onofrio | 1459              | 1459              |
| omissis |                   |                   |
| Amico Amone Giovanni Quatrario Pietro Onofrio                                                                                           | 1465              | 1465              |
| omissis |                   |                   |
| Gabriele De Matteis | 1472              | 1472              |
| Buccio Martini | 1473              | 1473              |
| omissis |                   |                   |
| Nicola Martini | 1487              | 1487              |
| omissis |                   |                   |
| Marino Liberato | 1498              | 1498              |
| omissis |                   |                   |
| Pietro De Matteis | 1501              | 1501              |
| omissis |                   |                   |
| Girolamo Scaravalli | 1522              | 1522              |
| omissis |                   |                   |
| Giovanni Francesco Quatrario | 1534              | 1534              |
| omissis |                   |                   |
| Pietro Onofrio | 1540a             | 1540a             |
| Giovan Battista Colombino | 1540b             | 1540b             |
| omissis |                   |                   |
| Giannantonio Tabassi | 1548              | 1548              |
| omissis |                   |                   |
| Lorenzo Amone (I) Luigi De Capite (II)                                                                                                  | 1º gennaio 1554   | 2 maggio 1554     |
| Giovan Battista Amone (I) Camillo Sardi (II)                                                                                            | 3 maggio 1554     | 28 maggio 1554    |
| Giovan Francesco Veraldi (I) Fabio Grandevo (II) Berardino Suggeccio (III)                                                              | 29 maggio 1554    | 2 settembre 1554  |
| Giovan Michele Mazara (I) Carlo Antonio Capograssi (II)                                                                                 | 3 settembre 1554  | 11 dicembre 1554  |
| Giovanni Rainaldi (I) Carlo Antonio Capograssi (II)                                                                                     | 12 dicembre 1554  | 31 dicembre 1554  |
| Vincenzo Quatrario (I) Paolo Rainaldi (II) Alfonso De Alfonsi (III)                                                                     | 1º gennaio 1555   | 2 giugno 1555     |
| Emilio De Matteis Vinciguerra Corvi | 3 giugno 1555     | 31 agosto 1555    |
| Giovan Battista Sermanente (I) Giovanni Tommaso Odorisio (II) Camillo Carreti (III)                                                     | 1º settembre 1555 | 31 dicembre 1555  |
| Aloysio De Gasparis (I) Tiberio Rainaldi (II) Francesco Baldassarre (III)                                                               | 1556a             | 1556a             |
| Cesare De Capite (I) Tiberio Rainaldi (II) Francesco Baldassarre (III)                                                                  | 1556b             | 1556b             |
| omissis |                   |                   |
| Mario Sardi Orazio Grua | 1561a             | 1561a             |
| Fabrizio Quatrario Gaspare Veraldi | 1561b             | 1561b             |
| omissis |                   |                   |
| Giulio De Capite | 1571a             | 1571a             |
| Giovanni Tommaso Odorisio (I) Giuseppe Amone (II) Ludovico Magagnino (III)                                                              | 1571b             | 1571b             |
| Giovan Battista Colombino (I) Francesco De Biascio (II) Ludovico Magagnino (III)                                                        | 1º gennaio 1572   | 28 novembre 1572  |
| Giovan Battista Colombino (I) Francesco De Biascio (II) Gregorio De Marcello (III)                                                      | 29 novembre 1572  | 20 dicembre 1572  |
| Gaspare Veraldi (I) Francesco De Biascio (II) Gregorio De Marcello (III)                                                                | 21 dicembre 1572  | 31 dicembre 1572  |
| Gaspare Veraldi (I) Giuseppe Amone (II) Geronimo Di Berardino (III)                                                                     | 1º gennaio 1573   | 3 luglio 1573     |
| Gaspare Veraldi (I) Scipione De Meis (II) Geronimo Di Berardino (III)                                                                   | 4 luglio 1573     | 31 dicembre 1574  |
| Vincenzo Corvi (I) Ascanio Rainaldi (II) Giulio Rotoli (III)                                                                            | 1575              | 1575              |
| Dioniso Capograssi Vincenzo De Letto | 1576              | 1576              |
| omissis |                   |                   |
| Fabrizio De Scalis | 1584              | 1584              |
| omissis |                   |                   |
| Camillo Sardi | 1586              | 28 luglio 1587    |
| Camillo Sardi (I) Domizio Rainaldi (II)                                                                                                 | 29 luglio 1587    | 16 agosto 1587    |
| Camillo Sardi (I) Vincenzo Monte (II)                                                                                                   | 17 agosto 1587    | settembre 1587    |
| Mezenzio Sardi (I) Vincenzo Monte (II)                                                                                                  | settembre 1587    | 2 agosto 1588     |
| Sebastiano De Cesare (I) Giuseppe De Capite (II)                                                                                        | 3 agosto 1588     | 31 dicembre 1588  |
| Attilio Sanità | 1589              | 1589              |
| Geronimo Grua Silvestro De Scalis | 1590              | 1590              |
| Ludovico Sanità (I) Giulio De Capite (II) Antonio Frosinetti (III)                                                                      | 1591              | 1591              |
| Giovan Battista Odorisio Giuseppe De Tinto                                                                                              | 1592              | 1592              |
| omissis |                   |                   |
| Giovan Battista Rainaldi | 1597              | 1597              |
| Lorenzo Amone (I) Geronimo Sanità (II)                                                                                                  | 1598              | 1598              |
| Pompeo Mazara | 1599              | 1599              |
| Ascanio Sanità (I) Silvestro De Scalis (II) Geronimo Di Francesco (III)                                                                 | 1600              | 1600              |
| omissis |                   |                   |
| Giuseppe Sanità Quintiliano De Matteis                                                                                                  | 1602              | 1602              |
| Giambattista De Cesare | 1603              | 1603              |
| Giovan Girolamo De Tinto (I) Cesare Capograssi (II) Vincenzo Dorrucci (III)                                                             | 1604              | 10 agosto 1605    |
| Scipione Sanità (I) Silvestro De Scalis (II) Geronimo Di Francesco (III)                                                                | 11 agosto 1605    | 31 dicembre 1605  |
| Geronimo De Tinto | 1606a             | 1606a             |
| Antonio Quatrario | 1606b             | 1606b             |
| Fabrizio De Scalis (I) Attilio Sanità (II)                                                                                              | 1607              | 1607              |
| omissis |                   |                   |
| Giovanni Battista Capograssi (I) Cornelio Sardi (II)                                                                                    | 1609a             | 1609a             |
| Giulio Trasmondi (I) Cornelio Sardi (II)                                                                                                | 1609b             | 1609b             |
| Vincenzo Corvi | 1610              | 1610              |
| Ascanio De Matteis | 1611a             | 1611a             |
| Vincenzo De Capite | 1611b             | 1611b             |
| omissis |                   |                   |
| Cesare Sanità | 1613              | 1613              |
| omissis |                   |                   |
| Annibale Corvi (I) Giovan Battista Amone (II) Giovan Battista Froscinetto (III)                                                         | 1615              | 1615              |
| omissis |                   |                   |
| Sardo Sardi (I) Giambattista De Cesare (II) Vincenzo Dorrucci (III)                                                                     | 1617a             | 1617a             |
| Orazio De Letto (I) Giovan Cesare Sanità (II) Vincenzo De Capite (III)                                                                  | 1617b             | 1617b             |
| Orazio De Letto (I) Geronimo Sanità (II)                                                                                                | 1º gennaio 1618   | 31 luglio 1618    |
| Giulio Sardi (I) Ottavio De Vecchi (II)                                                                                                 | 1º agosto 1618    | 31 luglio 1620    |
| Ascanio De Matteis | 1º agosto 1620    | 31 dicembre 1620  |
| Pompeo Trasmondi | 1621a             | 1621a             |
| Francesco Corvi Paolo Sanità | 1621b             | 1621b             |
| Antonio Quatrario (I) Giambattista De Cesare (II) Giovan Battista Rotoli (III)                                                          | 1622a             | 1622a             |
| Giovan Battista Amone Vincenzo De Capite                                                                                                | 1622b             | 1622b             |
| omissis |                   |                   |
| Giovan Cesare Sanità Girardo Sardi | 1624              | 1624              |
| Giovan Battista Sanità Giovanni Battista Capograssi                                                                                     | 1625              | 1625              |
| Marco Antonio Sanità | 1º gennaio 1626   | 31 luglio 1626    |
| Marco Antonio Sanità (I) Annibale Corvi (II)                                                                                            | 1º agosto 1626    | 12 agosto 1626    |
| Marco Antonio Sanità | 13 agosto 1626    | 31 dicembre 1626  |
| Giulio Trasmondi | 1627a             | 1627a             |
| Febo Sardi | 1627b             | 1627b             |
| Gian Giacomo Sardi Vincenzo Mazara | 1628              | 1628              |
| Orazio De Matteis | 1629a             | 1629a             |
| Camillo Sanità | 1629b             | 1629b             |
| Ercole Sanità Scipione De Matteis | 1630              | 1630              |
| omissis |                   |                   |
| Andrea Aceti Carlo Antonio Capograssi Francesco Andrea Mazara                                                                           | 1679              | 1679              |
| Emilio De Matteis Giovanni Battista De Vecchi                                                                                           | 1680              | 1680              |
| Diego De Letto | 1681a             | 1681a             |
| Francesco Antonio Sanità | 1681b             | 1681b             |
| Diego De Letto | 1682              | 1682              |
| omissis |                   |                   |
| Giacinto De Matteis (I) Panfilo Sanità (I) Annibale De Letto (II) Giovanni Onofrio Aceti (II) Pietro Calderari (III)                    | 1696              | 1696              |
| Gennaro Sardi Giuseppe Amone | 1697              | 1697              |
| Giulio Sardi | 1698              | 1698              |
| Giovanni Antonio Tabassi | 1699a             | 1699a             |
| Alessandro Sardi | 1699b             | 1699b             |
| Giuseppe Pietropaoli Lorenzo De Petris                                                                                                  | 1700              | 1700              |
| Giuseppe Amone (I) Francesco Clemente De Capite (II)                                                                                    | 1701a             | 1701a             |
| Vincenzo Corvi (I) Aloisio Gaetano De Matteis (II)                                                                                      | 1701b             | 1701b             |
| Francesco Antonio Monte | 1702              | 1702              |
| Domenico Antonio Mazara (I) Gennaro Sardi (II) Pietro Calderari (III)                                                                   | 1703a             | 1703a             |
| Antonio Maria Tabassi | 1703b             | 1703b             |
| Panfilo Maria Tabassi | 1704a             | 1704a             |
| Camillo Sanità | 1704b             | 1704b             |
| Giovanni Antonio Tabassi | 1705              | 1705              |
| Panfilo Canofoli (I) Gaetano Mazara (II) Filippo Calderari (III)                                                                        | 1706              | 1706              |
| Diego Maria Sanità | 1º gennaio 1707   | 31 luglio 1707    |
| Francesco Andrea Mazara | 1º agosto 1707    | 15 settembre 1707 |
| Giulio Sardi | 16 settembre 1707 | 31 dicembre 1707  |
| Camillo Sanità Giovanni Mazara | 1708              | 1708              |
| Giacinto De Matteis Giuseppe Pietropaoli                                                                                                | 1709a             | 1709a             |
| Domenico Fabrizio Mazara | 1709b             | 1709b             |
| Alessandro Sardi | 1710              | 1710              |
| Concezio Corvi Gaetano Mazara | 1711              | 1711              |
| Giovanni Antonio Tabassi Giovanni Mazara                                                                                                | 1712              | 1712              |
| Niccolò Capograssi | 1713a             | 1713a             |
| Giuseppe Pietropaoli | 1713b             | 1713b             |
| Aloisio Gaetano De Matteis Giovanni Sanità                                                                                              | 1714              | 1714              |
| Filippo Calderari Giacinto De Matteis                                                                                                   | 1715              | 1715              |
| Concezio Corvi Felice Antonio De Petris                                                                                                 | 1716              | 1716              |
| Giovanni Antonio Tabassi (I) Giovanni Mazara (II) Nicolò Calderari (III)                                                                | 1717              | 1717              |
| Niccolò De Letto (I) Domenico Fabrizio Mazara (II) Salvatore Salini (III)                                                               | 1718              | 1718              |
| omissis |                   |                   |
| Giulio Sardi Rodrigo Trasmondi | 1720a             | 1720a             |
| Concezio Corvi Diego Maria Sanità | 1720b             | 1720b             |
| omissis |                   |                   |
| Lorenzo Amone (I) Domenico Fabrizio Mazara (II)                                                                                         | 1722a             | 1722a             |
| Lorenzo Amone (I) Giovanni Lorenzo Tabassi (II)                                                                                         | 1722b             | 1722b             |
| Aloisio Gaetano De Matteis Panfilo Sardi                                                                                                | 1723              | 1723              |
| omissis |                   |                   |
| Niccolò De Letto (I) Domenico Fabrizio Mazara (II)                                                                                      | 1728              | 1728              |
| Diego Maria Sanità Giulio Sardi | 1729              | 1729              |
| Concezio Corvi (I) Giuseppe Ignazio De Matteis (II) Nicolò Calderari (III)                                                              | 1730              | 1730              |
| Filippo Sardi (I) Giovanni Mazara (II) Salvatore Salini (III)                                                                           | 1731a             | 1731a             |
| Lorenzo Amone | 1731b             | 1731b             |
| Niccolò Capograssi (I) Domenico Fabrizio Mazara (II)                                                                                    | 1732              | 1732              |
| Giovan Battista Sanità Scipione De Matteis                                                                                              | 1733              | 1733              |
| Lorenzo Amone (I) Concezio Corvi (II)                                                                                                   | 1734              | 1734              |
| Panfilo Corvi (I) Giuseppe Ignazio De Matteis (II) Girolamo Salini (III)                                                                | 1735              | 1735              |
| Scipione Corvi Vincenzo Mazara | 1736              | 1736              |
| Gennaro Sardi Giovanni Capograssi | 1737              | 1737              |
| Giovan Battista Sanità (I) Niccolò De Letto (II) Nicolò Calderari (III)                                                                 | 1738              | 1738              |
| Girolamo Canofoli (I) Isidoro Sanità (II) Girolamo Salini (III)                                                                         | 1739              | 1739              |
| Francesco Mazara (I) Giuseppe Ignazio De Matteis (II) Filippo Calderari (III)                                                           | 1740              | 1740              |
| Alessandro Sardi Giuseppe Trasmondi | 1741              | 1741              |
| Giuseppe Amone (I) Panfilo Corvi (II) Salvatore Salini (III)                                                                            | 1742              | 1742              |
| omissis |                   |                   |
| Giuseppe Trasmondi | 1744              | 1744              |
| Giuseppe Ignazio De Matteis Rodrigo Trasmondi Saverio Ciro Tabassi                                                                      | 1745              | 1745              |
| omissis |                   |                   |
| Stefano Tabassi (I) Filippo Fiascone (II) Domenico Puglielli (III)                                                                      | 1748a             | 1748a             |
| Isidoro Sanità | 1748b             | 1748b             |
| Niccolò Capograssi | 1749              | 1749              |
| omissis |                   |                   |
| Nicola Corvi (I) Michelangelo Anelli (II)                                                                                               | 1751              | 1751              |
| Saverio Ciro Tabassi (I) Carlo Calderari (II) Michelangelo Anelli (III)                                                                 | 1752              | 1752              |
| Girolamo Salini | 1753              | 1753              |
| Lorenzo Amone (I) Niccolò Capograssi (I) Carlo Calderari (II) Domenico Pacella (II) Domenico Mastropietro (III) Panfilo Salvatore (III) | 1754              | 1754              |
| Isidoro Sanità (I) Innocenzo Cornacchia (II)                                                                                            | 1755              | 1755              |
| omissis |                   |                   |
| Isidoro Sanità (I) Ferdinando Sanità (II) Francesco Alicandri (III)                                                                     | 1758              | 1759              |
| Carlo Filippo De Letto (I) Alessandro Arcangioli (II) Giuseppe Araneo (III)                                                             | 1760              | 1760              |
| Saverio Sanità | 1761              | 1761              |
| Niccolò Ginnetti (I) Carlo Calderari (II) Francesco Alicandri (III)                                                                     | 1762              | 1762              |
| Niccolò Ginnetti | 1763              | 1764              |
| omissis |                   |                   |
| Filippo De Matteis | 1772              | 1772              |
| Domenico Antonio Tabassi (I) Andrea Arcangioli (II) Giuseppe Dorrucci (III)                                                             | 1773a             | 1773a             |
| Domenico Antonio Tabassi (I) Andrea Arcangioli (II) Giuseppe Araneo (III)                                                               | 1773b             | 1773b             |
| omissis |                   |                   |
| Domenico Trasmondi | 1775              | 1775              |
| Francesco Capograssi | 1776              | 1776              |
| Filippo De Matteis (I) Andrea Arcangioli (II)                                                                                           | 1777              | 1777              |
| Annibale Corvi Scipione Tabassi | 1778              | 1778              |
| omissis |                   |                   |
| Domenico Trasmondi | 1782              | 1782              |
| omissis |                   |                   |
| Gentile Maria Mazara (I) Giuseppe Salini (II)                                                                                           | 1784              | 1784              |
| omissis |                   |                   |
| Francesco Mastropietro (II) | 1788              | 1788              |
| omissis |                   |                   |
| Filippo Sardi Scipione Tabassi | 1790              | 1790              |
| Giovanni De Matteis (I) Francesco Alicandri (II) Giuseppe Dorrucci (III)                                                                | 1791              | 10 ottobre 1792   |
| Vincenzo Maria Capograssi | 11 ottobre 1792   | 31 dicembre 1792  |
| omissis |                   |                   |
| Vincenzo Maria Capograssi (I) Giovanni Cornacchia (II) Domenico Granata (III)                                                           | 1799              | 1801              |
| Carlo Filippo De Letto | 1802a             | 1802a             |
| Gentile Maria Mazara | 1802b             | 1802b             |
| omissis |                   |                   |
| Gaetano Salini | 1804              | 1804              |
| Francesco Saverio Sanità | 1805              | 1805              |
| Francesco Ignazio Grilli (I) Giovanni Alicandri (II)                                                                                    | 1806              | 1806              |
| Fulgenzio Ginnetti | 1806              | 1808              |
| Carlo Maria Cornacchia | 1808              | 1810              |
| Camillo Corvi | 1810              | 1812              |
| Raffaele Cornacchia | 1812              | 1814              |
| Giacinto Trasmondi | 1815              | 1816              |

## Regno delle Due Sicilie (1816-1861)
| Giacinto Trasmondi                                     | 1816           | 1817           |
| Paolo De Amicis Aceti                                  | 1817           | 1819           |
| Raffaele Cornacchia                                    | 1819           | 1821           |
| Raffaele De Magistris                                  | 1821           | 1823           |
| Giuseppe Arcangioli                                    | 1823           | 1826           |
| Vincenzo Puglielli                                     | 1826           | 1826           |
| Giuseppe Cattaneo (Secondo eletto facente funzioni)    | 1826           | 1827           |
| Giacinto De Matteis (Secondo eletto facente funzioni)  | 1827           | 1829           |
| Giuseppe Sebastiani                                    | 1829           | 1832           |
| Filippo De Matteis                                     | 1832           | 1835           |
| Ercole Bellotti                                        | 1835           | 1838           |
| Luigi Orsini                                           | 1838           | 1844           |
| Francesco Sardi                                        | 1844           | 1845           |
| Francesco Tabassi                                      | 1845           | 1848           |
| Francesco Capograssi (Secondo eletto facente funzioni) | 1848           | 1849           |
| Domenico Sardi-De Letto                                | 1849           | 1851           |
| Panfilo Granata                                        | 1851           | 1853           |
| Saverio Corvi (Secondo eletto facente funzioni)        | 1853           | 1854           |
| Francesco Maria Trasmondi                              | 1854           | 30 aprile 1858 |
| Giovanni Spada                                         | 1º maggio 1858 | 1º aprile 1860 |
| Carlo Giammarco                                        | 2 aprile 1860  | 1861           |

## Regno d'Italia (1861-1946)
| Sindaci nominati dal governo (1861-1889)                   | Sindaci nominati dal governo (1861-1889) | Sindaci nominati dal governo (1861-1889)                                             | Sindaci nominati dal governo (1861-1889) | Sindaci nominati dal governo (1861-1889) |
| Nominativo                                                 | Partito                                  | Partito                                                                              | Mandato                                  | Mandato                                  |
| Nominativo                                                 | Partito                                  | Partito                                                                              | Inizio                                   | Fine                                     |
| ---------------------------------------------------------- | ---------------------------------------- | ------------------------------------------------------------------------------------ | ---------------------------------------- | ---------------------------------------- |
| Carlo Giammarco                                            |                                          | Destra storica                                                                       | 1861                                     | 19 agosto 1861                           |
| Achille Mazara                                             |                                          | Destra storica                                                                       | 20 agosto 1861                           | 3 ottobre 1861                           |
| Panfilo Corvi (Vicesindaco facente funzioni)               |                                          | Destra storica                                                                       | 4 ottobre 1861                           | 4 novembre 1861                          |
| Panfilo Corvi (Assessore delegato facente funzioni)        |                                          | Destra storica                                                                       | 5 novembre 1861                          | 24 febbraio 1862                         |
| Panfilo Serafini (Assessore anziano facente funzioni)      |                                          | Destra storica                                                                       | 25 febbraio 1862                         | 11 giugno 1862                           |
| Giuseppe De Martinis (Assessore facente funzioni)          |                                          | Destra storica                                                                       | 12 giugno 1862                           | 26 giugno 1862                           |
| Panfilo Fasciani (Assessore facente funzioni)              |                                          | Destra storica                                                                       | 27 giugno 1862                           | 17 luglio 1862                           |
| Giuseppe De Martinis (Assessore facente funzioni)          |                                          | Destra storica                                                                       | 18 luglio 1862                           | 20 ottobre 1862                          |
| Domenico Tabassi (Assessore anziano facente funzioni)      |                                          | Destra storica                                                                       | 21 ottobre 1862                          | 26 gennaio 1863                          |
| Domenico Tabassi                                           |                                          | Destra storica                                                                       | 27 gennaio 1863                          | 22 luglio 1865                           |
| Annibale Corvi (Assessore delegato facente funzioni)       |                                          | Destra storica                                                                       | 23 luglio 1865                           | 6 agosto 1865                            |
| Michele De Magistris (Assessore facente funzioni)          |                                          | Destra storica                                                                       | 7 agosto 1865                            | 18 novembre 1865                         |
| Matteo Dorrucci (Assessore anziano facente funzioni)       |                                          | Destra storica                                                                       | 19 novembre 1865                         | 2 febbraio 1866                          |
| Ernesto Iacobucci                                          |                                          | Destra storica                                                                       | 3 febbraio 1866                          | 6 gennaio 1867                           |
| Pietro Orsini                                              |                                          | Destra storica                                                                       | 1º ottobre 1867                          | 30 maggio 1872                           |
| Annibale Corvi                                             |                                          | Destra storica                                                                       | 31 maggio 1872                           | 1875                                     |
| Giuseppe Alvisi (Commissario prefettizio)                  | –                                        | –                                                                                    | 1875                                     | 1875                                     |
| Domenico Tabassi                                           |                                          | Destra storica                                                                       | 1875                                     | 1878                                     |
| Panfilo Mazara                                             |                                          | Sinistra storica                                                                     | 1878                                     | 20 novembre 1880                         |
| Paolo Alicandri-Ciufelli                                   |                                          | Sinistra storica                                                                     | 21 novembre 1880                         | 1882                                     |
| Gennaro Sardi                                              |                                          | Sinistra storica                                                                     | 1882                                     | 1884                                     |
| Giambattista Corvi                                         |                                          | Sinistra storica                                                                     | 1884                                     | 1884                                     |
| Gennaro Sardi                                              |                                          | Sinistra storica                                                                     | 1884                                     | 1886                                     |
| Patrizio Corvi                                             |                                          | Sinistra storica                                                                     | 1886                                     | 1887                                     |
| Agostino Degli Espinosa                                    |                                          | Sinistra storica                                                                     | 1887                                     | 1889                                     |
| Sindaci eletti dal Consiglio comunale (1889-1926)          |                                          |                                                                                      |                                          |                                          |
| Nominativo                                                 | Partito                                  | Partito                                                                              | Mandato                                  | Mandato                                  |
| Nominativo                                                 | Partito                                  | Partito                                                                              | Inizio                                   | Fine                                     |
| Francesco Fiorito (Commissario prefettizio)                | –                                        | –                                                                                    | 1889                                     | 1890                                     |
| Giuseppe Mazara                                            |                                          | Sinistra storica                                                                     | 1890                                     | 1893                                     |
| Francesco Trippitelli                                      |                                          | Sinistra storica                                                                     | 1893                                     | 1893                                     |
| Gemiani Valentini (Commissario prefettizio)                | –                                        | –                                                                                    | 1893                                     | 20 febbraio 1894                         |
| Giovanni Pansa                                             |                                          | Sinistra storica                                                                     | 21 febbraio 1894                         | 26 dicembre 1898                         |
| Gennaro Sardi                                              |                                          | Sinistra storica                                                                     | 27 dicembre 1898                         | 23 gennaio 1899                          |
| Andrea Zendrini (Commissario prefettizio)                  | –                                        | –                                                                                    | 24 gennaio 1899                          | 11 agosto 1899                           |
| Federico Tabassi                                           |                                          | Sinistra storica                                                                     | 12 agosto 1899                           | 1907                                     |
| Vincenzo Mazara                                            |                                          | Sinistra storica                                                                     | 1907                                     | 1909                                     |
| Sigismondo Martino (Commissario prefettizio)               | –                                        | –                                                                                    | 1909                                     | 1910                                     |
| Giuseppe Salvi                                             |                                          | Sinistra storica (1910-1913) poi Partito Liberale (1913)                             | 1910                                     | 21 novembre 1913                         |
| Ottavio Rosati (Commissario prefettizio)                   | –                                        | –                                                                                    | 22 novembre 1913                         | 15 dicembre 1913                         |
| Alberto De Dominicis                                       |                                          | Partito Liberale                                                                     | 16 dicembre 1913                         | 13 agosto 1914                           |
| Vincenzo Mazara                                            |                                          | Partito Liberale                                                                     | 14 agosto 1914                           | 25 aprile 1919                           |
| Gabriele Cirillo (Commissario prefettizio)                 | –                                        | –                                                                                    | 24 febbraio 1920                         | 17 novembre 1920                         |
| Alessandro Sardi                                           |                                          | Associazione Nazionalista Italiana                                                   | 18 novembre 1920                         | 16 aprile 1921                           |
| Pilade Perrotti                                            |                                          | Associazione Nazionalista Italiana (1921) poi Partito Nazionale Fascista (1921-1926) | 6 luglio 1921                            | 15 aprile 1926                           |
| Pilade Perrotti (Commissario prefettizio)                  | –                                        | –                                                                                    | 16 aprile 1926                           | 25 agosto 1926                           |
| Arturo Sacchi                                              |                                          | Partito Nazionale Fascista                                                           | 26 agosto 1926                           | 11 novembre 1926                         |
| Podestà nominati dal governo (1926-1944)                   |                                          |                                                                                      |                                          |                                          |
| Nominativo                                                 | Partito                                  | Partito                                                                              | Mandato                                  | Mandato                                  |
| Nominativo                                                 | Partito                                  | Partito                                                                              | Inizio                                   | Fine                                     |
| Federico Tabassi                                           |                                          | Partito Nazionale Fascista                                                           | 12 novembre 1926                         | 18 luglio 1928                           |
| Edoardo Belli (Commissario prefettizio)                    | –                                        | –                                                                                    | 19 luglio 1928                           | 12 agosto 1928                           |
| Francesco Tocco (Commissario prefettizio)                  | –                                        | –                                                                                    | 13 agosto 1928                           | 7 ottobre 1929                           |
| Andrea Fabrocini (Commissario prefettizio)                 | –                                        | –                                                                                    | 8 ottobre 1929                           | 8 agosto 1930                            |
| Guido Bellei                                               |                                          | Partito Nazionale Fascista                                                           | 9 agosto 1930                            | 14 settembre 1934                        |
| Girolamo Pettinelli (Commissario prefettizio)              | –                                        | –                                                                                    | 15 settembre 1934                        | 11 novembre 1934                         |
| Girolamo Pettinelli                                        |                                          | Partito Nazionale Fascista                                                           | 12 novembre 1934                         | 15 ottobre 1937                          |
| Silvestro Ales (Commissario prefettizio)                   | –                                        | –                                                                                    | 16 ottobre 1937                          | 16 gennaio 1938                          |
| Giuseppe Di Rocco                                          |                                          | Partito Nazionale Fascista                                                           | 17 gennaio 1938                          | 27 agosto 1942                           |
| Giovanni Autiero (Commissario prefettizio)                 | –                                        | –                                                                                    | 28 agosto 1942                           | 23 aprile 1943                           |
| Giovanni Autiero                                           |                                          | Partito Nazionale Fascista                                                           | 4 maggio 1943                            | 21 agosto 1943                           |
| Angelo Cetti (Commissario prefettizio)                     | –                                        | –                                                                                    | 22 agosto 1943                           | 19 ottobre 1943                          |
| Pilade Perrotti (Commissario prefettizio)                  | –                                        | –                                                                                    | 15 novembre 1943                         | 13 dicembre 1943                         |
| Delfo Davini (Commissario prefettizio)                     | –                                        | –                                                                                    | 14 dicembre 1943                         | 17 aprile 1944                           |
| Ferdinando Colombo (Commissario prefettizio)               | –                                        | –                                                                                    | 18 aprile 1944                           | 1º giugno 1944                           |
| Sindaci del periodo costituzionale transitorio (1944-1946) |                                          |                                                                                      |                                          |                                          |
| Nominativo                                                 | Partito                                  | Partito                                                                              | Mandato                                  | Mandato                                  |
| Nominativo                                                 | Partito                                  | Partito                                                                              | Inizio                                   | Fine                                     |
| Luigi Giannini                                             |                                          | Partito Repubblicano Italiano                                                        | 26 giugno 1944                           | 13 agosto 1944                           |
| Italo D'Eramo                                              |                                          | Partito Socialista Italiano di Unità Proletaria                                      | 7 settembre 1944                         | 17 novembre 1945                         |
| Giovanni Angelone                                          |                                          | Partito Socialista Italiano di Unità Proletaria                                      | 18 novembre 1945                         | 4 aprile 1946                            |

## Repubblica Italiana (dal 1946)
| Sindaci eletti dal Consiglio comunale (1946-1993)    | Sindaci eletti dal Consiglio comunale (1946-1993) | Sindaci eletti dal Consiglio comunale (1946-1993) | Sindaci eletti dal Consiglio comunale (1946-1993) | Sindaci eletti dal Consiglio comunale (1946-1993) | Sindaci eletti dal Consiglio comunale (1946-1993) | Sindaci eletti dal Consiglio comunale (1946-1993) | Sindaci eletti dal Consiglio comunale (1946-1993) |
| Nominativo                                           | Partito                                           | Partito                                           | Partito                                           | Partito                                           | Mandato                                           | Mandato                                           | Elezione                                          |
| Nominativo                                           | Partito                                           | Partito                                           | Partito                                           | Partito                                           | Inizio                                            | Fine                                              | Elezione                                          |
| ---------------------------------------------------- | ------------------------------------------------- | ------------------------------------------------- | ------------------------------------------------- | ------------------------------------------------- | ------------------------------------------------- | ------------------------------------------------- | ------------------------------------------------- |
| Giuseppe Giammarco                                   |                                                   | Democrazia Cristiana                              | Democrazia Cristiana                              | Democrazia Cristiana                              | 18 aprile 1946                                    | 8 agosto 1946                                     | Elezione 1946                                     |
| Mario Costanzo                                       |                                                   | Democrazia Cristiana                              | Democrazia Cristiana                              | Democrazia Cristiana                              | 18 agosto 1946                                    | 14 ottobre 1948                                   | Elezione 1946                                     |
| Ercole Tirone                                        |                                                   | Democrazia Cristiana                              | Democrazia Cristiana                              | Democrazia Cristiana                              | 18 ottobre 1948                                   | 1951                                              | Elezione 1946                                     |
| Ercole Tirone                                        | 1951                                              | Democrazia Cristiana                              | Democrazia Cristiana                              | Democrazia Cristiana                              | 30 gennaio 1956                                   | Elezione 1951                                     |                                                   |
| Berado Ranieri (Commissario prefettizio)             | –                                                 | –                                                 | –                                                 | –                                                 | 1º febbraio 1956                                  | 26 luglio 1956                                    | –                                                 |
| Panfilo Mazara                                       |                                                   | Partito Liberale Italiano                         | Partito Liberale Italiano                         | Partito Liberale Italiano                         | 26 luglio 1956                                    | 25 febbraio 1957                                  | Elezione 1956                                     |
| Adriano Monarca (Commissario prefettizio)            | –                                                 | –                                                 | –                                                 | –                                                 | 28 febbraio 1957                                  | dicembre 1957                                     | Elezione 1956                                     |
| Alberto Ruggieri                                     |                                                   | Democrazia Cristiana                              | Democrazia Cristiana                              | Democrazia Cristiana                              | 16 dicembre 1957                                  | 1961                                              | Elezione 1956                                     |
| Alberto Ruggieri                                     | 1961                                              | Democrazia Cristiana                              | Democrazia Cristiana                              | Democrazia Cristiana                              | 22 gennaio 1966                                   | Elezione 1961                                     |                                                   |
| Paolo Di Bartolomeo                                  |                                                   | Democrazia Cristiana                              | Democrazia Cristiana                              | Democrazia Cristiana                              | 22 gennaio 1966                                   | 19 febbraio 1976                                  | Elezione 1966                                     |
| Paolo Di Bartolomeo                                  | Elezione 1971                                     | Democrazia Cristiana                              | Democrazia Cristiana                              | Democrazia Cristiana                              | 22 gennaio 1966                                   | 19 febbraio 1976                                  |                                                   |
| Antonio Trotta                                       |                                                   | Partito Socialista Italiano                       | Partito Socialista Italiano                       | Partito Socialista Italiano                       | 20 dicembre 1976                                  | 19 novembre 1981                                  | Elezione 1976                                     |
| Franco Franceschini (Commissario prefettizio)        | –                                                 | –                                                 | –                                                 | –                                                 | 20 novembre 1981                                  | 5 gennaio 1982                                    | –                                                 |
| Raffaele Sodano (Commissario prefettizio)            | –                                                 | –                                                 | –                                                 | –                                                 | 6 gennaio 1982                                    | 21 luglio 1982                                    | –                                                 |
| Alfonso De Deo                                       |                                                   | Democrazia Cristiana                              | Democrazia Cristiana                              | Democrazia Cristiana                              | 22 luglio 1982                                    | 23 novembre 1983                                  | Elezione 1982                                     |
| Franco La Civita                                     |                                                   | Democrazia Cristiana                              | Democrazia Cristiana                              | Democrazia Cristiana                              | 24 novembre 1983                                  | 29 luglio 1988                                    | Elezione 1982                                     |
| Franco La Civita                                     | 29 luglio 1988                                    | Democrazia Cristiana                              | Democrazia Cristiana                              | Democrazia Cristiana                              | 29 maggio 1990                                    | Elezione 1988                                     |                                                   |
| Lando Sciuba                                         |                                                   | Democrazia Cristiana                              | Democrazia Cristiana                              | Democrazia Cristiana                              | 29 maggio 1990                                    | Elezione 1988                                     | 16 novembre 1992                                  |
| Franco Colista (Commissario prefettizio)             | –                                                 | –                                                 | –                                                 | –                                                 | 18 gennaio 1993                                   | 23 giugno 1993                                    | –                                                 |
| Sindaci eletti direttamente dai cittadini (dal 1993) |                                                   |                                                   |                                                   |                                                   |                                                   |                                                   |                                                   |
| Nominativo                                           | Partito                                           | Partito                                           | Coalizione                                        | Coalizione                                        | Mandato                                           | Mandato                                           | Elezione                                          |
| Nominativo                                           | Partito                                           | Partito                                           | Coalizione                                        | Coalizione                                        | Inizio                                            | Fine                                              | Elezione                                          |
| Bruno Di Masci                                       |                                                   | Partito Socialista Italiano                       |                                                   | PSI-L. civiche                                    | 23 giugno 1993                                    | 27 aprile 1997                                    | Elezione 1993                                     |
| Bruno Di Masci                                       |                                                   | Socialisti Italiani                               |                                                   | SI-RI-L. civiche                                  | 27 aprile 1997                                    | 28 maggio 2001                                    | Elezione 1997                                     |
| Pietro Centofanti                                    |                                                   | Indipendente                                      |                                                   | FI-AN-L. civiche-CCD-CDU                          | 28 maggio 2001                                    | 11 luglio 2003                                    | Elezione 2001                                     |
| Alessandro Colagrande (Commissario prefettizio)      | –                                                 | –                                                 | –                                                 | –                                                 | 11 luglio 2003                                    | 14 giugno 2004                                    | –                                                 |
| Franco La Civita                                     |                                                   | Indipendente                                      |                                                   | DL-DS-SDI-L. civiche                              | 14 giugno 2004                                    | 2 giugno 2007                                     | Elezione 2004                                     |
| Luciana Crisi (Commissario prefettizio)              | –                                                 | –                                                 | –                                                 | –                                                 | 2 giugno 2007                                     | 29 aprile 2008                                    | –                                                 |
| Fabio Federico                                       |                                                   | Il Popolo della Libertà                           |                                                   | PdL-L. civiche                                    | 29 aprile 2008                                    | 5 marzo 2013                                      | Elezione 2008                                     |
| Giuseppe Guetta (Commissario prefettizio)            | –                                                 | –                                                 | –                                                 | –                                                 | 5 marzo 2013                                      | 12 giugno 2013                                    | –                                                 |
| Giuseppe Ranalli                                     |                                                   | Partito Democratico                               |                                                   | PD-SEL-L. civiche                                 | 12 giugno 2013                                    | 15 febbraio 2016                                  | Elezione 2013                                     |
| Giuseppe Guetta (Commissario prefettizio)            | –                                                 | –                                                 | –                                                 | –                                                 | 15 febbraio 2016                                  | 19 giugno 2016                                    | –                                                 |
| Annamaria Casini                                     |                                                   | Indipendente                                      |                                                   | L. civiche                                        | 19 giugno 2016                                    | 19 ottobre 2021                                   | Elezione 2016                                     |
| Gianfranco Di Piero                                  |                                                   | Indipendente                                      |                                                   | PD-M5S-L. civiche                                 | 19 ottobre 2021                                   | 30 dicembre 2024                                  | Elezione 2021                                     |
| Ernesta D'Alessio (Commissario prefettizio)          | –                                                 | –                                                 | –                                                 | –                                                 | 30 dicembre 2024                                  | 26 maggio 2025                                    | –                                                 |
| Luca Tirabassi                                       |                                                   | Indipendente                                      |                                                   | FdI-NM-FI-L. civica                               | 26 maggio 2025                                    | in carica                                         | Elezione 2025                                     |